# Toi et moi (album de Charles Aznavour)
 (mars 2025).
Pour les articles homonymes, voir Toi et moi.
Albums de Charles Aznavour
Aznavour 92
(1991) Aznavour – Minnelli au Palais des Congrès de Paris
(1995)
Singles
1. Inoubliable / Un amour en transit (hors commerce)
Sortie : 1994
2. Je t'aime A.I.M.E. / Aimer (hors commerce)
Sortie : 1995

Toi et moi est le 40e album studio français de Charles Aznavour. Il est sorti en 1994.

## Liste des chansons
| No  | Titre               | Auteur                                | Durée |
| --- | ------------------- | ------------------------------------- | ----- |
| 1.  | Toi et moi          | Jacques Revaux, Jean-Pierre Bourtayre |       |
| 2.  | Ton doux visage     | Georges Garvarentz                    |       |
| 3.  | Un amour en transit |                                       |       |
| 4.  | Les années campagne | Georges Garvarentz                    |       |
| 5.  | Va-t-en             | Michel Legrand                        |       |
| 6.  | À ma manière        |                                       |       |
| 7.  | L'âge d'aimer       |                                       |       |
| 8.  | Trênetement         | Charles Aznavour, Charles Trenet      |       |
| 9.  | Inoubliable         | Pierre Delanoë                        |       |
| 10. | Aimer               | Jacques Revaux, Jean-Pierre Bourtayre |       |